# Normand Dupont
Pour les articles homonymes, voir Dupont ou Dupond.
Normand Dupont (né le 5 février 1957 à Montréal au Québec, Canada) est un joueur professionnel canadien de hockey sur glace.

## Repêchage
En 1977, il est choisi au cours du repêchage de la Ligue nationale de hockey par les Canadiens de Montréal au 1er tour, 18e position.

## Carrière
- 1973-1975 Bleu-Blanc-Rouge de Montréal (LHJMQ)
- 1975-1977 Junior de Montréal  (LHJMQ)
- 1977-1979 Voyageurs de la Nouvelle-Écosse (LAH)
- 1979-1980 Canadiens de Montréal (LNH)
- 1980-1983 Jets de Winnipeg (LNH) et Jets de Sherbrooke (LAH)
- 1983-1984 Whalers de Hartford  (LNH) et Whalers de Binghamton (LAH)
- 1984-1991 HC Bienne (LNA)
- 1991-1993 HC Ajoie (LNA)

## Distinctions
- Récipiendaire du trophée Dudley-« Red »-Garrett en 1978
- Meilleur buteur playoffs LAH 1978-1979 avec les Voyageurs de la Nouvelle-Écosse
- Meilleur joueur LNA en 1985-1986, 1987-1988, 1988-1989 et 1989-1990 avec le HC Bienne
- Meilleur buteur LNA en 1987-1988 et 1989-1990 avec le HC Bienne
- Meilleur passeur LNA en 1985-1986 et 1989-1990 avec le HC Bienne
- Membre de l'équipe type de LNA en 1989-1990
- LHJMQ Hall of Fame (Temple de la renommée) rejoint en 2000

## Famille dans le sport
- Son fils Michael Dupont, joueur professionnel de hockey sur glace.